# Łęki Wielkie
Łęki Wielkie is een plaats in het Poolse district  Grodziski (Groot-Polen), woiwodschap Groot-Polen. De plaats maakt deel uit van de gemeente Kamieniec en telt 294 inwoners.